# Jászberényi KSE
El Jászberényi KSE, más conocido por motivos de patrocinio como JP-Auto Jászberényi KSE, es un equipo de baloncesto húngaro con sede en la ciudad de Jászberény, que compite en la A Division, la máxima competición de su país. Disputa sus partidos en el Bercsényi úti Sportcsarnok, con capacidad para 894 espectadores.

## Historia
El club fue fundado en 2001. En 2005, el club ascendió a la B Division (2ª división húngara), quedándose a un paso de ascender en la temporada 2009-2010, ya que quedaron terceros. En la siguiente temporada (2010-2011), el equipo ganó los Play-Offs de la B Division y ascendió por primera vez en su historia a la A Division.
Desde 2011, el equipo juega en la A Division. En la temporada 2013-2014, el club participó por primera vez en su historia en competición europea, ya que disputaron la EuroChallenge (3ª competición europea por entonces), aunque no consiguieron ganar ningún partido en la fase de grupos.

## Nombres
| Denominación                     | Período       |
| -------------------------------- | ------------- |
| Jászberényi KSE                  | 2001-2012     |
| Top Cop Security Jászberényi KSE | 2012–2013     |
| Fortress-Jászberényi KSE         | 2013-2014     |
| Fairium Jászberényi KSE          | 2014–2015     |
| JP-Top Cop Jászberényi KSE       | 2015-2016     |
| JP-Auto Jászberényi KSE          | 2016–presente |

## Registro por Temporadas
| Temporada | División | Liga       | Posición en liga | Play-Offs        | Copa Húngara     | Competición Europea           | Competición Europea | Competición Europea |
| --------- | -------- | ---------- | ---------------- | ---------------- | ---------------- | ----------------------------- | ------------------- | ------------------- |
| 2005-06   | 2ª       | B Division | 16º              | –                | –                |                               |                     |                     |
| 2006-07   | 2ª       | B Division | 5º               | –                | –                |                               |                     |                     |
| 2007-08   | 2ª       | B Division | 4º               | –                | –                |                               |                     |                     |
| 2008-09   | 2ª       | B Division | 12º              | –                | –                |                               |                     |                     |
| 2009-10   | 2ª       | B Division | 1º               | –                | –                |                               |                     |                     |
| 2010-11   | 2ª       | B Division | 1º               | Ascenso          | –                |                               |                     |                     |
| 2011-12   | 1ª       | A Division | 13º              | –                | Cuartos de final |                               |                     |                     |
| 2012–13   | 1ª       | A Division | 5º               | Cuartos de final | Octavos de final |                               |                     |                     |
| 2013–14   | 1ª       | A Division | 10º              | –                | Cuartos de final | 3ª FIBA EuroChallenge 2013-14 | Fase de grupos      |                     |
| 2014–15   | 1ª       | A Division | 11º              | –                | –                |                               |                     |                     |
| 2015–16   | 1ª       | A Division | 11º              | –                | –                |                               |                     |                     |
| 2016–17   | 1ª       | A Division | 12º              | –                | –                |                               |                     |                     |
| 2017–18   | 1ª       | A Division |                  |                  |                  |                               |                     |                     |

## Jászberényi KSE en competiciones europeas
FIBA EuroChallenge 2013-14
| Fase de grupos | Tofaş SC Bursa       | Fortress Jászberényi | 86-72 | 54-76 |
| Fase de grupos | Fortress Jászberényi | KRKA Novo Mesto      | 41-58 | 76-61 |
| Fase de grupos | Ural Ekaterinburg    | Fortress Jászberényi | 88-85 | 64-84 |

## Palmarés

### Liga
- B Division

-   - Campeones (1): 2011

## Jugadores destacados
| - Riley Barker - Bruno Šundov - Szabolcs Antal - Brunó Bazsó - Csaba Borszéki - Bence Buzsáki - György Cseh - Szabolcs Csorba - Zoltán Czibere - Zoltán Czinger - József Czirbus - Gábor Drahos - Viktor Fekete - Gábor Fülöp - Ferenc Godena - Tamás Harazin - Bálint Horti - Ákos Horváth - Csaba Horváth - Arnold Jakab | - Balázs Kerpel-Fronius - Attila Kovács - Tibor Krasznai - Tamás Mándoki - Máté Medve - Richárd Mészáros - Ákos Molnár - Alex Molnár - Bálint Nagy - Róbert Nagy - Dániel Nyíri - Olivér Ondima - Artúr Puskás - Bela Sonyak - Bence Szigedi - Ádám Szögi - József Szollár - Zoltán Wehner - Savo Đikanović - Andrija Bojić | - Rastko Dramičanin - Slobodan Dunđerski - Uroš Lučić - Miloš Marković - Nemanja Protić - Miljan Rakić - Svetozar Stamenković - Aleksandar Vlahović - Brent Arrington - Kyle Austin - Robert Brown - Mike Caffey - Travis Cohn - LeRoy Dawson - Keron DeShields - Dorian Green - Jibril Hodges - Kejuan Johnson - Anthony Lee - Nik Raivio | - Devon Saddler - Garrick Sherman - Dustin Ware - Brian Williams - Bojan Sormaz - Mirza Ahmetbašić - László Lázár - Rolland Török - Aleksa Brbaklić - Nebojša Dukić - Robert Laslo - Dejan Mladenović - Brane Savić |